# Gorki (Vladímir)
|  | Per a altres significats, vegeu «Gorki». |

Gorki (en rus: Горки) és un poble de l'óblast de Vladímir, a Rússia, segons el cens del 2010 tenia 491 habitants. Pertany al districte municipal de Iúriev-Polski.